# Ricky Hui
Ricky Hui, de son vrai nom Hui Koon-ying (許冠英, 3 août 1946 – 8 novembre 2011), est un acteur et chanteur hongkongais, membre des frères Hui (avec Michael et Sam) avec qui il a réalisé des comédies à grands succès dans les années 1970 et 1980.

## Biographie

### Jeunesse
Originaire de Canton, Hui a 3 frères, Michael, Stanley et Sam, et une sœur, Judy. La famille Hui émigre de la Chine continentale vers Hong Kong en 1950 et s’installe dans le quartier pauvre de Diamond Hill (zh). Son père travaille dur et accepte tout travail disponible pour subvenir aux besoins de sa famille. Dans la famille Hui, l'art joue un rôle très important. Le père de Ricky joue du violon et sa mère aime l'opéra cantonais.

### Cinéma
Ricky travaille comme correspondant pour l'Agence France-Presse à Hong Kong. Il apparaît également souvent dans des films de la Shaw Brothers de 1972 à 1976, comme dans The Lizard (1972), Les 14 Amazones (1972), The Sugar Daddies (1973), The Generation Gap (1973), Rivals of Kung Fu (1974), Hong Kong 73 (1974), etc. Mais le succès vient surtout quand il est réuni à ses frères à l'écran.
Le premier rôle important de Hui est dans Games Gamblers Play (1974) en tant que joueur de cartes, puis dans Ultime message (1975) avec une courte apparition en tant que serveur. Ricky a un rôle plus important dans la comédie culte Mr Boo détective privé (1976) et c'est avec ce film qu'une nouvelle ère du cinéma hongkongais commence. Les films des frères Hui sont remplis de gags visuels et d'humour cantonais. Bien que Ricky n'ait joué qu'un petit rôle dans Mr Boo détective privé, il reste l'un des préférés des spectateurs. Selon son frère Michael Hui, Ricky n'a eu qu'une brève apparition dans ce film car à cette époque il avait un contrat avec la Shaw Brothers. Ce contrat prend fin vers 1976 avec le film Le Combat des maîtres. L’année suivante, Ricky part à la Golden Harvest et joue un rôle important dans Money Crazy de John Woo ainsi que dans From Riches to Rags (en). En 1979, Games Gamblers Play sort sur le marché japonais. Pour cette édition, Michael tourne une nouvelle scène, un combat entre Ricky et Sam sur la plage qui remplace le combat original entre Sammo Hung et Sam Hui. Le film suivant des frères Hui, Mr Boo fait de la télévision, sort en 1978, suivi de Security Unlimited en 1981, l'un des plus grands succès des Hui. Ce film rempli de gags porte la marque de fabrique des frères. À la fin des années 1970 et au début des années 1980, Ricky joue des rôles de premier plan dans des films tels que To Hell with the Devil (1982) et Laughing Times (1982).
Michael devient producteur en 1987 et Ricky apparaît dans ses films : Prise de bec à Hong Kong (1988), Front Page (1990), The Magic Touch (en) (1992). En 1985, Sammo Hung produit l'un des plus grands films culte hongkongais, Mr. Vampire, dans lequel Ricky Hui interprète Wen-tsai aux côtés de Lam Ching-ying.
Ricky est très actif dans les années 1970 et 1980. À la fin des années 1990, il apparaît dans un seul film, First Love Unlimited (en) (1997). Il rejoint plus tard son frère Sam dans Winner Takes All (en) (2000). Les derniers films dans lesquels Ricky Hui apparaît sont Super Model et Forever Yours, tous deux en 2004.

### Musique
Hui a également sorti sept albums, la plupart sur vinyle dans les années 1970 et 1980. Les trois sur vinyles sont 發錢寒 (1977), 夏之戀 (1978) et 錢作怪 (1980). En 1993, il sort '93 急流?, qui comporte de nouvelles chansons de Sam Hui et la voix de Michael Hui. Le deuxième album de 1993 est 一生渴望 (« Désir de vie »), un ensemble de 2 CD comportant un CD de ses succès des années 1970 et 1980, et un tout nouveau disque en mandarin tiré des chansons de '93 急流?. Il fait également deux concerts au Hong Kong Coliseum (produits par Sam Hui). Le troisième CD sort en 2001, intitulé The Classical Songs of Universal. C'est la version rééditée de l'album de 1980 avec quelques chansons supplémentaires. Le dernier album de ses plus grands succès (2 CD), 十足斤兩, sort le 26 juillet 2006.
Ricky écrit également quelques chansons pour son frère Sam. Sur l'album en cantonais de ce-dernier, Ricky écrit 3 chansons complètes (musique et paroles) : la piste 3 (甜蜜伴侶), piste 4 (無情夜冷風), et piste 11 (夜雨聲). Sur le deuxième album en cantonais de Sam, Ricky contribue à 2 chansons : la piste 5 (情人離別去) et piste 10 (歡樂桃源). Sur le 3ème album en cantonais de Sam, Ricky participe à seule chanson : la piste 12 (流水恨). Il écrit également une chanson qui ne peut être entendue que sur son premier album de 1977 : 月影.
En 2000, Ricky joue dans la pièce de théâtre Bruits de coulisses (蝦碌戲班). La même année, il apparaît dans cinq épisodes de la série Heung Gong Yat Ka Chun sur ATV. En 2001, un DVD d'une émission de variétés sur le développement du divertissement à Hong Kong, intitulé Laughing Kaleidoscope, est diffusé. La même année, il participe avec trois chansons au concert du jubilé du Palais La Fai. En 2003, Ricky participe au concert commémorant le huitième anniversaire de la mort de Teresa Teng et aussi de ses 50 ans. Ricky participe avec trois chansons au concert Sing Along Golden Hits Encore en 2004 avec d'autres vedettes. Il apparaît au concert Rosanne in Starry Night en mars 2006.
Ricky est également invité aux concerts de Sam Hui pour chanter quelques chansons seul ou en duo avec son frère. Il participe souvent à des jeux télévisés. Le 30 juillet 2006, il apparaît au concert du Jockey Club Auditorium à l'université polytechnique de Hong Kong.

### Mort
Ricky Hui meurt d'une crise cardiaque à son domicile le 8 novembre 2011 à l'âge de 65 ans. Sa famille suit ses souhaits et jette ses cendres à la mer à Sai Kung.

## Filmographie
| Year | Title                                                |
| ---- | ---------------------------------------------------- |
| 1972 | A Girl Fighter                                       |
| 1972 | Les 14 Amazones                                      |
| 1972 | The Lizard                                           |
| 1972 | Man Of Iron                                          |
| 1972 | Thunderbolt Fist                                     |
| 1973 | The Generation Gap                                   |
| 1973 | Sinful Confession                                    |
| 1973 | La Maison des 72 locataires                          |
| 1973 | Illicit Desire                                       |
| 1973 | Iron Bodyguard                                       |
| 1973 | Kiss of Death                                        |
| 1973 | TThe Mandarin                                        |
| 1973 | The Sugar Daddies                                    |
| 1973 | The Delinquent                                       |
| 1974 | Games Gamblers Play                                  |
| 1974 | The Ghost Lovers                                     |
| 1974 | Hong Kong 73                                         |
| 1974 | Kidnap                                               |
| 1974 | Rivals Of Kung Fu                                    |
| 1974 | Sex, Love and Hate                                   |
| 1975 | Le Bras armé de Wang Yu contre la guillotine volante |
| 1975 | Ultime message                                       |
| 1976 | Le Combat des maîtres                                |
| 1976 | Mr Boo détective privé                               |
| 1977 | Money Crazy                                          |
| 1978 | Mr Boo fait de la télévision                         |
| 1980 | From Riches To Rags                                  |
| 1981 | Security Unlimited                                   |
| 1982 | Plain Jane To The Rescue                             |
| 1982 | To Hell With The Devil                               |
| 1983 | The Trail                                            |
| 1984 | Mad Mission 3                                        |
| 1985 | Infatuation                                          |
| 1985 | Mr. Vampire                                          |
| 1986 | Chocolate Inspector                                  |
| 1986 | Naughty Boys                                         |
| 1986 | Happy Ding Dong                                      |
| 1987 | The Haunted Cop Shop                                 |
| 1987 | Le Marin des mers de Chine 2                         |
| 1988 | Prise de bec à Hong Kong                             |
| 1988 | The Haunted Cop Shop 2                               |
| 1988 | The Inspector Wears Skirts (en)                      |
| 1988 | Operation Pink Squad                                 |
| 1988 | Stumbling Cops                                       |
| 1988 | Who Is the Craftiest                                 |
| 1989 | Forever Young                                        |
| 1989 | How To Be A Millionaire... Without Really Trying     |
| 1989 | The Inspector Wears Skirts 2                         |
| 1989 | Big Brother                                          |
| 1989 | Mr Coconut                                           |
| 1990 | Front Page                                           |
| 1991 | Ghost For Sales                                      |
| 1992 | The Magic Touch (en)                                 |
| 1992 | Mr. Vampire 1992                                     |
| 1993 | All's Well, Ends Well Too                            |
| 1993 | Laughter of « Water Margins »                        |
| 1997 | First love unlimited (en)                            |
| 2000 | Winner Takes All (en)                                |
| 2004 | Forever Yours                                        |
| 2004 | Super Model                                          |
| 2005 | Divergence,                                          |